# Vydryčka
Vydryčka, ukrajinsky Видричка, maďarsky Vidráspatak, je obec v bohdanské vesnické komunitě (hromadě), v okrese Rachov, v Zakarpatské oblasti na Ukrajině. V roce 2025 zde žilo 2315 obyvatel.

## Místní části
Pavlyk, ukrajinsky Павлик

## Příroda
V blízkosti vesnice se nacházejí botanické rezervace: Mlaky (58 ha), Cerljanka (5 ha) a Lilija (1 ha), ve které roste lilie cibulkonosná.